# داريو أرجنتو
داريو أرجنتو (بالإيطالية: Dario Argento) (ولد في 7 سبتمبر 1940) هو مخرج سينمائي إيطالي و منتج و كاتب سيناريو. يعرف بأعماله في أفلام الرعب و لا سيما في القسم الفرعي منها المعروف باسم جيالو و بتأثيره على أفلام الرعب الحديثة.

## روابط خارجية
- داريو أرجنتو على موقع IMDb (الإنجليزية)
- داريو أرجنتو على موقع روتن توميتوز (الإنجليزية)
- داريو أرجنتو على موقع مونزينجر (الألمانية)
- داريو أرجنتو على موقع ألو سيني (الفرنسية)
- داريو أرجنتو على موقع ميوزك برينز (الإنجليزية)
- داريو أرجنتو على موقع تيرنر كلاسيك موفيز (الإنجليزية)
- داريو أرجنتو على موقع أول موفي (الإنجليزية)
- داريو أرجنتو على موقع قاعدة بيانات الأفلام السويدية (السويدية)
- داريو أرجنتو على موقع إن إن دي بي (الإنجليزية)
- داريو أرجنتو على موقع ديسكوغز (الإنجليزية)